# Freaklances
Freaklances es una serie web española de animación creada por Julio Garma y Álex Otero. Fue estrenada el 3 de diciembre de 2009 y cuenta con 19 capítulos distribuidos en tres temporadas.

## Argumento
La serie trata sobre la vida de Fausto, un ilustrador y diseñador freelance, su entorno de amigos y clientes y las aventuras y desventuras de los autónomos en el ámbito de la publicidad, el diseño, el marketing y las tecnologías de la información y la comunicación.

## Personajes
- Fausto (Álex Otero).
- ROI (Julio Garma).
- Rosa (Cristina Moreno).
- 3D (Julio Garma).
- Maxi (Juan Idoate).
- Javi Laredo (Julio César).
- Karla Cobo (Alba Banegas).

## Producción
En el contexto de la Gran Recesión, la idea de crear un contenido web como acción de publicidad de una empresa evolucionó a una serie web, con Cálico Electrónico como inspiración en el ámbito de la animación, que, junto con otros títulos de esos años, presentaba el desastre económico (precariedad, sueldos bajos, paro) a través del humor negro. El coste de cada capítulo, unos 6000 euros, se financió a través del patrocinio y la publicidad en la web y, más tarde, del micromecenazgo. El proyecto lo iniciaron Julio Garma (guion) y Álex Otero (animación) y creció hasta involucrar a 10 personas, entre actores, técnicos de sonido, compositores, guionistas y animadores.

## Episodios

### Temporada 1
| N.º | Título                         | Fecha de emisión       |
| --- | ------------------------------ | ---------------------- |
| 1   | «El renacer»                   | 3 de diciembre de 2009 |
| 2   | «ROI»                          | 7 de enero de 2010     |
| 3   | «La función debe continuar»    | 9 de febrero de 2010   |
| 4   | «El premio»                    | 8 de marzo de 2010     |
| 5   | «El proceso inverso»           | 13 de abril de 2010    |
| 6   | «Encuadre, objetivo y disparo» | 20 de mayo de 2010     |
| 7   | «Punto y croma»                | 22 de junio de 2010    |
| 8   | «El nacer»                     | 25 de julio de 2010    |

### Temporada 2
| N.º | Título                   | Fecha de emisión        |
| --- | ------------------------ | ----------------------- |
| 1   | «Brainstorming»          | 14 de octubre de 2010   |
| 2   | «Avatar»                 | 8 de diciembre de 2010  |
| 3   | «La huida»               | 15 de febrero de 2011   |
| 4   | «Freak 2 the future»     | 7 de abril de 2011      |
| 5   | «Freak 2 the future II»  | 27 de mayo de 2011      |
| 6   | «Freak 2 the future III» | 27 de julio de 2011     |
| 7   | «El éxito»               | 16 de noviembre de 2011 |
| 8   | «Fin de proyecto»        | 25 de enero de 2012     |

### Temporada 3
| N.º | Título                      | Fecha de emisión      |
| --- | --------------------------- | --------------------- |
| 1   | «Briefing»                  | 15 de marzo de 2013   |
| 2   | «Webserie con Malviviendo»  | 10 de febrero de 2014 |
| 3   | «Photoblog con Entre Pipas» | 7 de julio de 2014    |